# A Walk on the Moon
A Walk on the Moon é um filme de 1999 dirigido por Tony Goldwyn. Teve sua estreia no Festival Sundance de Cinema de 1999. É protagonizado por Diane Lane, Viggo Mortensen, Liev Schreiber e Anna Paquin.

## Sinopse
Cansada de ficar entediada, uma dona de casa toma caminho para o lado mais selvagem da vida após começar um caso com um vendedor de blusa de espírito livre.

## Elenco
- Bobby Boriello como Daniel Kantrowitz
- Diane Lane como Pearl Kantrowitz
- Anna Paquin como Alison Kantrowitz
- Tovah Feldshuh como Lillian Kantrowitz
- Liev Schreiber como Marty Kantrowitz
- Julie Kavner como P.A. Anunciador (voz)
- Stewart Bick como Neil Leiberman
- Jess Platt como Herb Fogler
- Mahée Paiement como Srtª. Dymbort
- Star Jasper como Rhoda Leiberman
- Ellen David como Eleanor Gelfand
- Lisa Bronwyn Moore como Norma Fogler
- Viggo Mortensen como Walker Jerome

## Recepção
No agregador de críticas dos Estados Unidos, o Rotten Tomatoes, na pontuação onde a equipe do site categoriza as opiniões da  grande mídia e da mídia independente apenas como positivas ou negativas, o filme tem um índice de aprovação de 72% calculado com base em 36 comentários dos críticos. Por comparação, com as mesmas opiniões sendo calculadas usando uma média aritmética ponderada, a nota alcançada é 6,9/10 que é seguida do consenso dizendo que é "uma vitrine impressionante para Diane Lane e uma estreia garantida do diretor Tony Goldwyn, (...) encontra um drama de época absorvente dentro de uma família em uma encruzilhada."
Em outro agregador de críticas também dos Estados Unidos, o Metacritic, que calcula as notas das opiniões usando somente uma média aritmética ponderada de determinados veículos de comunicação em maior parte da grande mídia, tem uma pontuação de 70/100, alcançada com base em 22 avaliações da imprensa anexadas no site, com a indicação de "revisões geralmente favoráveis".